# Попов, Федот Алексеевич

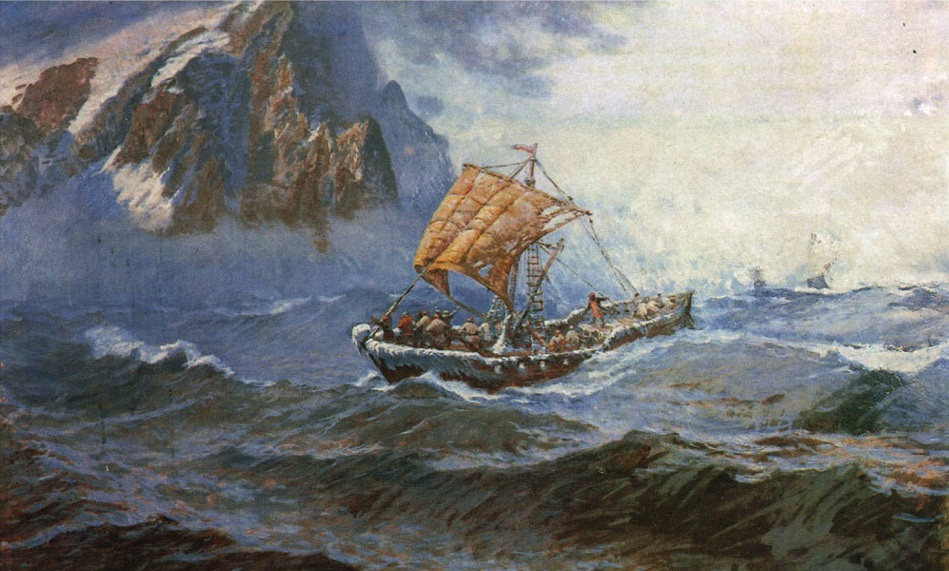

Федо́т Алексе́евич Попо́в (также Федо́т Алексе́ев Попо́в; по прозвищу Колмогорец; год рождения неизвестен, село Холмогоры — конец осени 1648 или позже) — русский землепроходец, промышленник, организатор и участник экспедиции 1648 года из Северного Ледовитого океана в Тихий, открывшей пролив  между Азией и Северной Америкой (Берингов пролив).

## Ранние годы
Федот Попов, как и многие тогда в Сибири, был с Русского Севера, из села Холмогоры, из семьи священника и знал грамоту и счёт, что было нужно для торговли. Он был приказчиком крупных устюжских или московских купцов гостиной сотни, Василия и Алексея Усовых.
Усовы были одними из многих купцов, торговавших в Сибири. У них были торговые агенты на Урале, в Мангазее, Енисейске, Якутске, Илиме, на Селенге, в Нерчинске и Китае, вплоть до Южного Китая.
В 1638 или 1639 году купец Василий Усов отправил в Сибирь из Великого Устюга двух приказчиков: холмогорца Федота Алексеева Попова и устюжанина Луку Васильева Сиверова, дав Попову кроме товаров денег 3500 рублей (притом небольшое речное судно стоило 5 рублей)
Пройдя города Тюмень, Тобольск и Томск, они прибыли в Енисейск в июне 1641 года; там они получили таможенный пропуск на реку Лену, где надеялись продать товары дороже в несколько раз. Судя по нему, за 3 года из сумм, выданных им Усовым, было израсходовано 1500 руб. Но в Якутске торговлю захватили приказчики других купцов и там Попов и Сиверов разделились: к Федоту из 40 человек перешли 29 и почти две трети товаров и денег.
В 1642 году Попов с людьми отправился вниз по Лене к морю и на реку Оленёк: это была одна из самых крупных экспедиций того времени во главе с казаком Иваном Ребровым, в ней участвовало около 100 торговцев и промышленников. Федот Алексеевич шёл на Оленёк с большим количеством товара, надеясь на длительные соболиные промыслы и торговлю. Он взял с собой 700 пудов ржаной муки, 100 аршин холста и других товаров, всего на 1025 рублей, что составляло значительную сумму.
Но дела на реке Оленёк пошли плохо: в 1644 году местные эвенки взбунтовались и вытеснили промышленников из лесов, где водился соболь, в тундру, и многие ушли в другие реки. Тогда Попов двинулся на реки к востоку от Лены — Яну, Индигирку и Алазею, а в 1647 году появился на Колыме. Но и там уже были сильные конкуренты: приказчики купцов Светешникова, Ревякина, Гусельникова, Баева и других.
Федот Попов надеялся возместить потери и поэтому стал инициатором похода на  реку Анадырь: ходили слухи о реке Погыче и это могла быть она.

## Морской поход на р. Анадырь

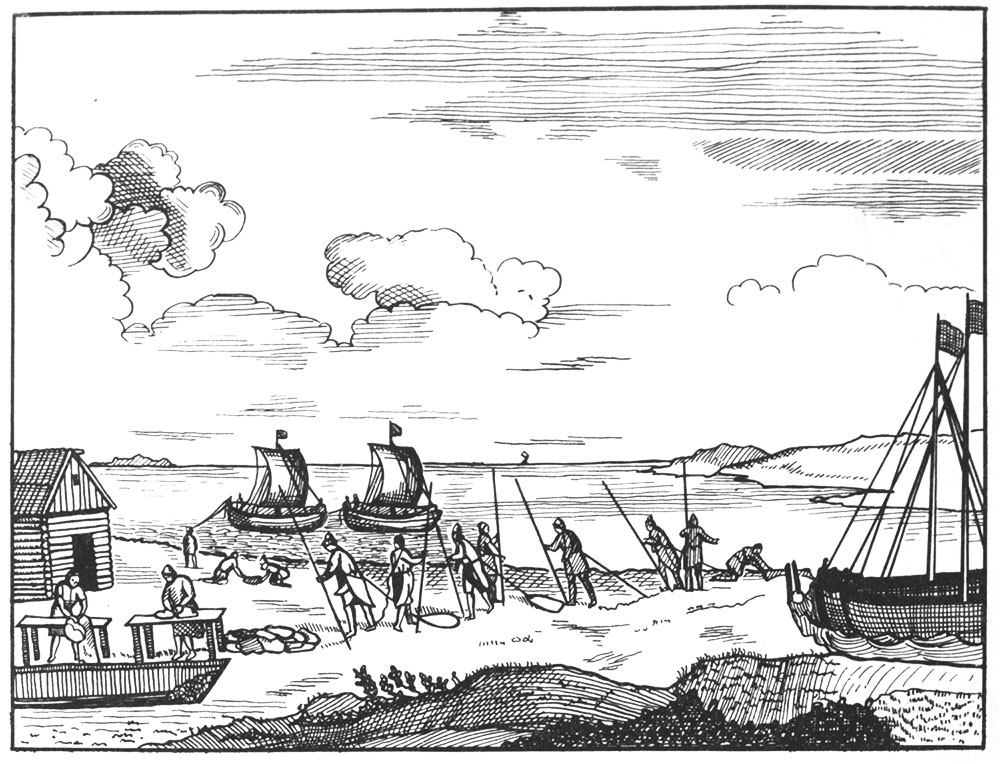

Федот Попов и другие торговые и промышленные люди обратились к колымскому приказному Гаврилову, чтобы он выбрал руководителя похода, которым мог быть только служилый человек (казак), им стал Семён Дежнёв.
В отписке якутскому воеводе 1647 года Гаврилов пишет, что в 1646 году с реки Колымы на восток ходили 9 промышленников и дошли до Чаунской губы, где выменивали у чукчей моржовые клыки. Они выкладывали на берег, что тем нужно и отходили, не решаясь подойти.
Летом 1647 года Попов, который, судя по его упоминанию в отписке Гаврилова, стал целовальником и Дежнёв вышли на восток на четырёх кочах. У Попова было 12 человек и ещё присоединилось 50 независимых промышленников. Неизвестно как далеко они прошли, но вернулись в тот же год из-за льдов.
На следующий 1648 год желающих идти на новую реку значительно прибавилось. Чтобы сохранить первенство среди торговых людей, пожелавших идти с Дежнёвым, Федоту Алексееву пришлось увеличить свой отряд до 29 человек и вложить в предприятие ещё большие средства.
Другой отряд экспедиции Дежнёва, возглавленный приказчиками гостя Василия Гусельникова, Афанасием Андреевым и Бессоном Астафьевым, прибыл из Якутска на Колыму не раньше осени 1646 года, а вероятнее всего, в 1647 году. Их товары таможня оценила на сумму 1073 рубля. По разнообразию и подбору снаряжения видно, что у них был большой опыт полярных морских переходов.
Размах ленских торговых предприятий Василия Гусельникова был намного больше, чем у гостя Василия Усова. За 8 лет, с 1641 по 1649 год, приказчики Гусельникова предъявили ленской таможне товаров на крупную сумму — около 15 тысяч рублей. Гусельниковы начали торговлю в Сибири ещё в XVI веке. Их люди ходили по морю в Мангазею, одни из первых они проникли и на Лену. На Витиме, Вилюе, Олекме, Алдане и его притоках в те годы можно было повстречаться с их приказчиками. В торговых и промышленных предприятиях Гусельникова на реках северо-востока Сибири участвовало до 200 покрученников и работных людей. Летом 1645 года племянник Василия Гусельникова Михаил Стахеев ходил на двух кочах от устья Лены к Святому Носу (Якутия), причем во время плавания для опознания устья рек он расставлял приметные вехи. В то же время другой приказчик Гусельникова, Афанасий Андреев, впоследствии участник экспедиции Дежнёва, провел своё судно с Колымы на Лену, совершив первое прямое безостановочное плавание между этими реками. Летом следующего года он и его товарищ Бессон Астафьев направились уже на восток, за Колыму. Они намного усилили экспедицию Дежнёва и Попова, прибавили большое число опытных мореходов с прекрасными для того времени навигационными приборами.
Из группы Афанасия Андреева известны имена только девяти человек, они шли на двух или трёх кочах.
Дежнёв только в середине июня 1648 года начал продавать своих соболей после получения предложения от Гаврилова участвовать в новом походе на восток. Он непосредственно возглавил один из отрядов, составивший экипаж одного коча. Отряд состоял из 18 промышленных и служилых людей. Видимо, он вложил в снаряжение все свои деньги, полученные за продажу большой партии соболей, выменянных на русские товары и полученных в результате удачной охоты во время промысловых поездок на Колыме.

### Открытие Берингова пролива

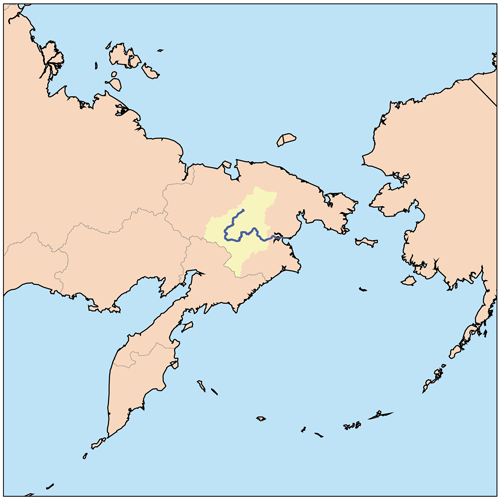
Бассейн р. Анадырь выделен жёлтым

Шесть кочей вышли вниз по Колыме к морю и там к ним присоединился седьмой коч, состав которого неизвестен, Герасима Анкудинова, безуспешно претендовавшего на место Дежнёва. Новая экспедиция, 90—105 человек, началась 20 июня 1648 года из Среднеколымска (тогда они вышли в море в начале июля) или ниже по течению, из Нижнеколымска. Вместе с Федотом Алексеевым отправилась в плавание его жена якутка.
В проливе Лонга во время шторма о льды разбило два коча, команды высадились на берег и погибли: часть из них была убита коряками, а часть умерла от голода. Но в сообщениях Дежнёва об этом ничего нет, так же как о том, что в Чукотском море пропало ещё два коча.
По другой версии Берингов пролив прошли 6 из 7 кочей, кроме коча Анкудинова, так как версия о гибели двух кочей в Ледовитом океане основывается на отписке Михаила Стадухина от «коряков», которые могли прийти или узнать это с побережья Анадырского залива. Стадухин шёл на реку Анадырь вслед за Дежнёвым, но не сумев пройти морем или опасаясь того, что произошло с другими, достиг её по земле.
В начале сентября они вошли в Берингов пролив и там коч Анкудинова разбился, но команда его спаслась и разместилась на оставшихся, а сам Анкудинов пересел на коч Попова. В проливе участники экспедиции повстречали эскимосов на островах Аракамчечен и Ыттыгран, Диомида или других, которых называли «зубатыми людьми» из-за их украшений в губах.
20 сентября на берегу в стычке с чукчами или эскимосами Попов был ранен. А через несколько дней примерно 1 октября кочи Попова и Дежнёва разбросало штормом.
Сам Дежнёв писал в отписке:
«Передними концами» от реки Анадырь у анадырских казаков и промышленников назывались берега к востоку от её устья. Южный берег назывался корякским, а северный — русским, тогда коч Дежнёва мог разбиться на берегу Анадырского залива, но точно неизвестно, так как шли они до низовьев Анадыря 70 дней. Г. Ф. Миллер предполагал, что коч Дежнёва выбросило на Олюторский полуостров.
В 1654 году Дежнёв «отгромил у коряков якуцкую бабу Федота Алексеева. И та баба сказывала, что-де Федот и служилой человек Герасим померли цынгой, а иные товарищи побиты, и остались невеликие люди и побежали в лодках с одною душею, не знаю-де куда». Возможно, и коч(и) Попова выбросило где-то в Анадырском заливе или южнее.
Рассказывая про путь к реке Анадырь на берегу, Дежнёв упоминает людей из команды Астафьева: Елфима Меркурьева и Фому Семёнова Пермяка, который пытался заставить идти всех дальше, чтобы не замёрзли, а также Сидора Емельянова, Ивана Зырянина и других, про которых до того не упоминалось, они оказались среди 25 человек на земле с Дежнёвым. Значит, по крайней мере, один из кочей Андреева — Астафьева мог разбиться раньше, а не был унесён штормом.
Также есть легенда, смешавшаяся с рассказом жены Попова, которую пересказывает Г. Ф. Миллер и другие, что Федот Попов попал на реку Камчатку, поднялся до её притока Никуля, перезимовал там, а потом по морю или суше перешёл на реку Тигиль на Охотском побережье. Б. П. Полевой пишет об этом, что обнаружено сообщение о плавании на двух кочах казачьего десятника Ивана Рубца «вверх реки Камчатки» поздней осенью 1662 года и последующей там его зимовки, когда он собирал ясак вместе со своим целовальником Фёдором Лаптевым. В последнем нетрудно узнать «Фетьку», о котором на реке Камчатке слышал ещё Г. В. Стеллер. Что касается «Федотова сына», который, согласно легендам, смог будто бы первым попасть на юг полуострова Камчатка, то им был беглый колымский казак Леонтий «Федотов сын» около 1660 года.
Дежнёв писал об экспедиции 1648 года, одновременно описывая конфликт с Михаилом Стадухиным и Юрием Селивёрстовым из-за моржовой кости и сбора ясака. Дежнёв, доказывая, что они не проходили пролив, а пришли на Анадырь позже по земле, описал его в своих отписках 1655 года более подробно.

### Состав команд
1. ↑  Никита Прокофьев, Третьяк Евсеев, Артемий Фёдоров, Леонтий Семёнов, Лука Алимпиев, Урус Александров, Тимофей Игнатьев, Филифон Александров, Насон Кохмин, Осип Никифоров, Третьяк Назаров, Кирилл Иванов, Фёдор Иванов, Чюдин Мартынов, Иван Осипов, Дмитрий Вятчанин, Панфил Иванов, Иван Осипов, Мирон Иванов, Богдан Анисимов, Тимофей Мясин, Михаил Шабаков, Никита Фёдоров, Остафий Кудрин, Дмитрий Яковлев, Максим Ларионов, Юрий Никитин, Василий Федотов и племянник Федота Алексеева — Емельян Стефанов.
2. ↑  Бессон Астафьев, Иван Нестеров Окруженин, Пётр Кузьмин Усолец, Елфим Меркурьев, Фома Семёнов и Роман Иванов (мезенцы), Борис Иванов Устюжанин, Кирилл Лаврентьев Чердынец и Алексей Афанасьев Мелентьев.
3. ↑  Кирилл Стефанов, Петр Аникеев Щукин, Михаил Малафеев, Василий Алексеев, Ларион Логинов, Панфил Лаврентьев, Иван Савин Прикол, Прокофий Ерофеев, Яков Игнатьев, Нехороший Григорьев, Савва Васильев, Василий Фомин, Ефим Кириллов, Нехороший Панфилов, Иван Григорьев, Павел Леонтьев, Максим Семёнов и Яков Афанасьев.